# Orde van Hertog Trpimir
De Orde van Hertog Trpimir, in het Kroatisch: "Red kneza Trpimira", of voluit "Red kneza Trpimira s ogrlicom i Danicom" is de in rang vijfde van de Kroatische ridderorden. De versierselen, een kruis aan een lint om de hals en een ster op de linkerborst worden vooral aan Kroatische en buitenlandse ministers verleend. Ook de in Kroatië geaccrediteerde ambassadeurs worden met deze onderscheiding, niet met een grootkruis, gedecoreerd.

## De versierselen
Het kleinood is een rhombusvormig rood schild met zilveren blokken als in het Kroatische wapen. In het midden is een wit geëmailleerd rond medaillon met een afbeelding van de middeleeuwse Kroatische en Dalmatische heerser Trpimir als ruiter geplaatst. Op de onderzijde staat zijn naam "TRPIMIR".
De ronde zilveren ster heeft acht korte en acht lange stralen. Daartussen zijn korte gouden stralen gelegd. Op de ster is het medaillon, maar dan met gouden randen, gelegd.

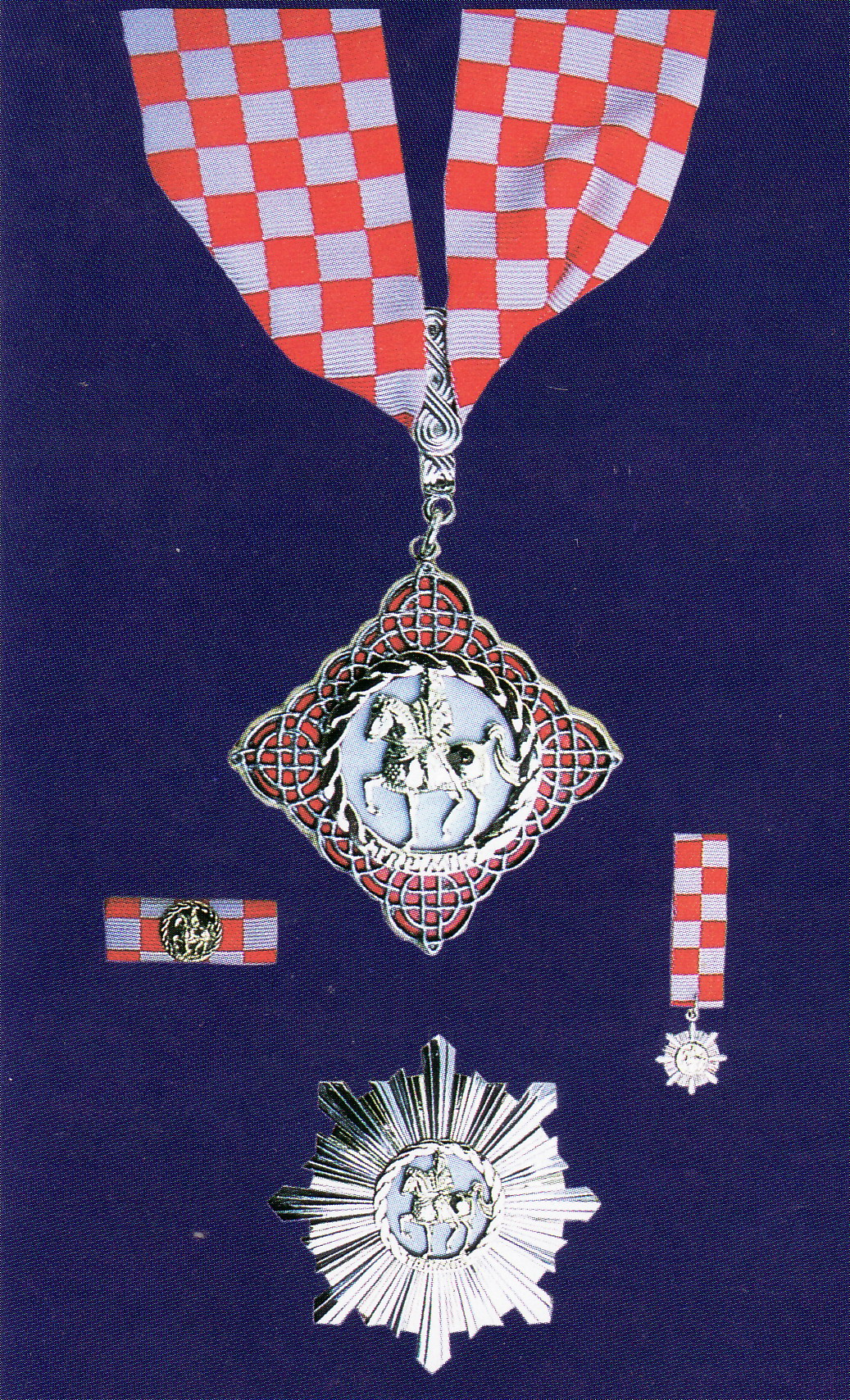
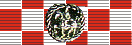

Het lint is geblokt rood en wit.

## Bekende dragers
- Wesley Clark - SACEUR tijdens de Kosovo-oorlog.
- Ingo Friedrich (2006) - Lid van het Europees Parlement en destijds Vice President van het Europees Parlement.[3]

## Voetnoten
1. ↑  Search of citations for the order on the site of the Office of the President of Croatia.
2. ↑  Zakon o odlikovanjima, section 10.
3. ↑  Ured predsjednika RH